# جيف بيتري
جيف بيتري (بالإنجليزية: Geoff Petrie)‏ مواليد 17 أبريل 1948 في بنسيلفانيا، هو لاعب كرة سلة أمريكي سابق بدأ مسيرته الاحترافية في سنة 1970. تم اختياره من قبل فريق بورتلاند ترايل بلايزرز خلال الدرافت وحمل الرقم 45. يبلغ طوله 6 قدم 4 بوصة (1.9 م). اعتزل اللعب في 1976. شارك مرتين في مباراة كل النجوم.

## روابط خارجية
- جيف بيتري على موقع إن بي أي (الإنجليزية)
- جيف بيتري على موقع سبورتس رفرنس (الإنجليزية)
- جيف بيتري على موقع كلية كرة السلة في سبورتس رفرنس.كوم (الإنجليزية)
- جيف بيتري على موقع ريلجم (الإنجليزية)
- جيف بيتري على موقع بروبوليرز (الإنجليزية)